# Yamamuro Tamiko

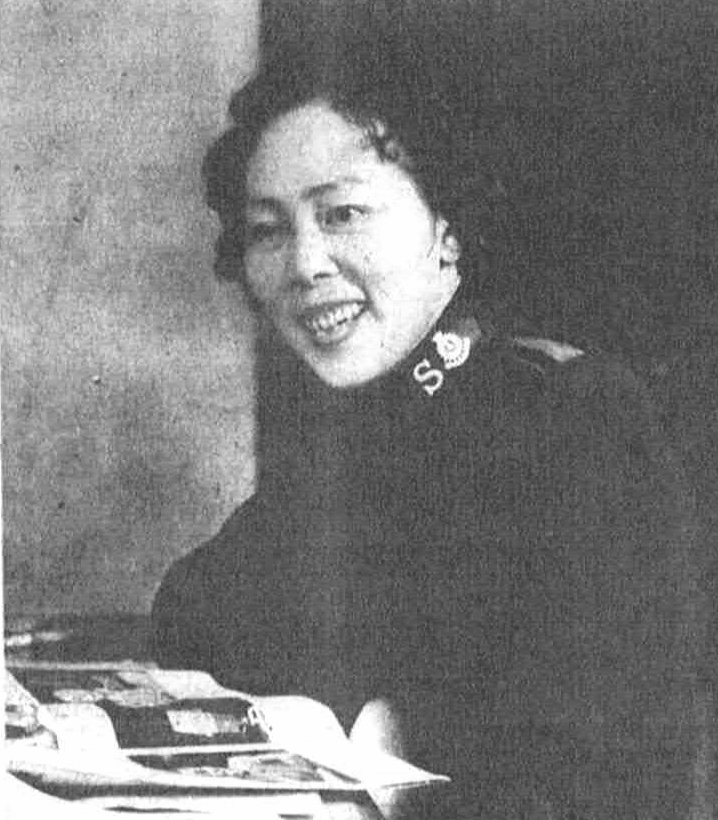
Tamiko Yamamuro

Yamamuro Tamiko (japanisch 山室 民子; geboren 18. September 1900 in Tsukiji (heute: Stadtbezirk Chūō) Präfektur Tokio; gestorben 14. November 1981) war eine führende Persönlichkeit der japanischen Heilsarmee und die erste Schulinspektorin des Kultusministeriums (Mombu-shō).

## Leben
Tamiko wurde als älteste Tochter von Kieko (1874–1916) und Gumpei, dem Gründer der japanischen Heilsarmee geboren. Tamiko besuchte die presbyterianische Mädchenschule (女子学院, Josei Gakuin) in Tokio und studierte dann Englisch an der protestantisch ausgerichteten Tokioter Universität für Frauen. Gleich zu Beginn des Studiums erkrankte sie und musste sich für zwei Jahre im Nanko-Sanatorium (南湖院) in Behandlung begeben. Nach der Behandlung schloss sie ihr Studium in Tokio ab und besuchte als Auslandsstudentin die University of California. Im September 1937 trat sie in die Akademie der Heilsarmee in London ein. Ein Jahr später begann sie in der Redaktion der Akademie zu arbeiten. Ein Jahr später 1939 kehrte sie nach Japan zurück.
1946 gründete Tamiko mit den Schriftstellerinnen Yuriko Miyamoto, Ineko Sata und mit ihrer jüngeren Schwester Sugi den Fujin Minshu Kurabu (婦人民主クラブ, etwa: Demokratischer Club der Frauen).
1954 wurde sie Herausgeberin der Zeitschrift Toki no koe (ときのこえ). Drei Jahre später 1959 wurde sie in der Heilsarmee in den Rang eines Obersts befördert und arbeitet als Generalsekretärin.
Tamiko wurde die erste Schulinspektorin des Kultusministeriums. Außerdem war sie Beraterin der International Christian University und Direktorin der Tokioter Frauenuniversität, an der sie studiert hatte.

## Werke
- Seisho monogatari (聖書ものがたり)
- Seichi ni saita hana (聖地に咲いた花) über 34 Frauen in der Bibel
- Josei to seikatsu to shūkyō (女性と生活と宗教)